# Ohradzany
Ohradzany est un village de Slovaquie situé dans la région de Prešov.

## Histoire
Première mention écrite du village en 1317.

## Démographie

### Évolution de la population
| Année:               | 1994. | 2004.   | 2014.   | 2024.   |
| -------------------- | ----- | ------- | ------- | ------- |
| Nombre de personnes: | 594   | 619     | 643     | 614     |
| Différence:          |       | +4,20 % | +3,87 % | -4,51 % |

| Année:               | 2023. | 2024.   |
| -------------------- | ----- | ------- |
| Nombre de personnes: | 615   | 614     |
| Différence:          |       | -0,16 % |